# Lejre
Lejre ist ein Ort der gleichnamigen Kommune Lejre in der Region Sjælland mit 3097 Einwohnern (Stand 1. Januar 2023). Lejre liegt an der Bahnstrecke Roskilde–Kalundborg.

## Sehenswürdigkeiten
- Gammel Lejre
- Schloss Ledreborg
- Sagnlandet Lejre, ein Freilichtmuseum und Freilandlabor für experimentelle Archäologie
- Lejre Museum ist eine Filiale des Museums von Roskilde und beschäftigt sich mit Kulturlandschaft um Gammel-Lejre und der geschichtlichen Bedeutung der Landschaft in der Eisenzeit.

## Söhne- und Töchter der Stadt
- Lars-Viggo Jensen (* 1945), Autorennfahrer
- Lukas Lindhard Jørgensen (* 1999), Handballspieler